# 梅澤麻里奈
梅澤 麻里奈（うめざわ まりな、3月23日 - ）は、日本の漫画家。新潟県出身。血液型はAB型。

## 来歴
2010年、小学館の『Sho-Comi』まんがアカデミアにて「恋初め道」で銀賞を受賞。同年、『Sho-Comi』増刊6月15日号にて同作が掲載されデビュー。
近年の「まんがアカデミア」での銀賞デビューは珍しく、デビュー作から第2作目の「任侠オトメ〜覚悟しいや〜」で脅威の新人として『Sho-Comi』本誌初掲載を果たす。
2012年、『カノジョはアイツのお墨つき』で初連載。

## 人物
デビュー以前は数々のアシスタントを経験後、『Sho-Comi』とは別の他誌に作品を投稿していたが、中々結果を残せず、「中々自分のいいと思うものが描けなかった為」から数年間投稿を止めていたと語っている。ところが、やはり漫画を描きたいと思い始め、『Sho-Comi』の担当に持ち込みで拾ってもらう形となる。
モブを描くのをアシスタント時代から好んでおり、背景にもかかわらず、かなり力を入れて描いている。
また書道も好んでおり、自身も毛筆5段を所持している。ちなみにデビュー作の「恋初め道」も書道がテーマのストーリーとなっており、他には読み切りの「愛を込めて一筆!」や、自身にとって初連載となる「カノジョはアイツのお墨つき」も同じく書道がテーマーのストーリーである。

## 作品リスト

### 連載
- カノジョはアイツのお墨つき（『Sho-Comi』2012年13号[7] - 15号）
- 初恋わずらい（『Sho-Comi』2013年14号 - 16号[8]）
- そんな瞳でみないで（『Sho-Comi』2014年14号[9] - 16号）
- イケメン王宮 Anotuher Side 放課後のシンデレラ（『Sho-Comi』2014年24号[10] - 2015年2号[11]） - スマホ恋愛ゲーム『イケメン王宮◆真夜中のシンデレラ』のコミカライズ
- けだものざかり、恋ざかり。（『Sho-Comi』2015年12号[12] - 14号[13]）
- 声優さんとドSなP様♥（『Sho-Comi』2016年12号[14] - 14号[15]）
- 好きじゃないとか許さない!（『Sho-Comi』2016年12月15日増刊号 - 『Sho-Comi』24号)
- きゅっと結んで、スキ（『Sho-Comi』2017年7号[16] - 9号、全3巻)
  - きゅっと結んで、スキ 2ndシーズン（『Sho-Comi』2017年13号 - 17号）
  - きゅっと結んで、スキ 3rdシーズン（『Sho-Comi』2017年20号 - 24号）
- 放課後の微熱（『Sho-Comi』2018年3・4合併号[17] - 9号、 2018年12号[18] - 16号、2018年18号[19] - 20号）
- 世界で一番きれいな初恋[20]（『Sho-Comi』2019年1号[21] - 11号）
- これは愛で、恋じゃない[22]（『Sho-Comi』2019年16号[23] - 2021年9号[24]、2021年10号エピローグ掲載[25]）
- 次はいいよね、先輩（『Sho-Comi』2021年15号[26] - 連載中）

### 読み切り
- 恋初め道（『Sho-Comi』2010年6月15日増刊号、『おかえり、僕の花嫁』収録、デビュー作）
- 任侠オトメ〜覚悟しいや〜（『Sho-Comi』2010年16号別冊付録）
- あい♥ぷち（『Sho-Comi』2010年10月15日増刊号、『カノジョはアイツのお墨つき』収録、オムニバスコミック『ギュウっ!!〜彼のことが好きスギて困っちゃう!〜』再録）
- 君の愛で、もてなして（『Sho-Comi』2010年20号）
- 絶対執事（オムニバスコミック『コスプレ男子図鑑』描き下ろし作品、『誓いのキスは、16歳』再録）
- 悩める乙女の神だのみ（『Sho-Comi』2011年3・4合併号、『恥ずかしくってキュンなコト』収録）
- 好きだなんて言えないよ（『Sho-Comi』2011年4月15日増刊号）
- ニコモオーディション合格物語 （『ニコラ』とのコラボレーション作品、2011年6月号 - 7月号）
- 少年メランコリック（『Sho-Comi』2011年6月15日増刊号、『おかえり、僕の花嫁』収録）
- ウブ恋*Kiss（『Sho-Comi』2011年13号[27]、オムニバスコミック『ぜんぶ、キミとはじめて〜幼なじみアンソロジー〜』収録）
- 青春ナミダ（『ニコラ』付録・『夏恋コミック』掲載、2011年8月1日）
- 恋じかけのシンデレラ（『Sho-Comi』2011年17号[28]）
- 秘密のヒロインくん（『Sho-Comi』2011年10月15日増刊号）
- キミの嘘と、恋心（『Sho-Comi』2011年12月15日増刊号、『誓いのキスは、16歳』収録）
- 恋に堕ちるわけがない（『Sho-Comi』2012年2月14日増刊号、『恥ずかしくってキュンなコト』収録）
- 愛を込めて一筆!（『Sho-Comi』2012年7号、『カノジョはアイツのお墨つき』収録）
- その声で「スキ」と言って（『Sho-Comi』2012年4月15日増刊号、オムニバスコミック『あまい春〜キュンとなる両思い〜』収録、『初恋わずらい』再録） - 初カラー扉絵
- 好きすぎちゃってごめんなさい（オムニバスコミック『初めてのチュウ』描きおろし作品、『そんな瞳でみないで』再録）
- おかえり、僕の花嫁（『Sho-Comi』2012年10月15日増刊号、『おかえり、僕の花嫁』収録）
- 私の耳が紅く染まる前に（『Sho-Comi』2012年12月15日増刊号、『おかえり、僕の花嫁』収録）
- 豹変ショコラ（『Sho-Comi』2013年2月14日増刊号、『おかえり、僕の花嫁』収録、オムニバスコミック『カッコよすぎる彼氏。』再録、『フラコミlike!』2025年2月7日[29]）
- 横暴オオカミと小心赤ずきん（『Sho-Comi』2013年6号別冊付録、『誓いのキスは、16歳』収録）
- メガネちゃんの赤い糸 （『Sho-Comi』2013年8号、『初恋わずらい』収録）
- ひとりぼっちのお姫様（『Sho-Comi』2013年18号、オムニバスコミック『愛、永遠。』収録）
- 乙女になんてなれません!!(/_<。)（『Sho-Comi』2013年23号、『誓いのキスは、16歳』収録）
- 涙が雪に変わる刻（『Sho-Comi』2013年11月15日増刊号、『そんな瞳でみないで』収録）
- 恋色♥レンズ（『Sho-Comi』2014年2月14日増刊号、『誓いのキスは、16歳』収録）
- 誓いのキスは、16歳（『Sho-Comi』2014年6号、『誓いのキスは、16歳』収録）
- あの日に置いてきた片想い（『Sho-Comi』2014年8号別冊付録、『イケメン王宮　Another Side 放課後のシンデレラ』収録）
- 2回目のファーストキス（オムニバスコミック『大好きなキミとハジメテのキス』描き下ろし作品）
- はつこいロマンチカ（『Sho-Comi』2014年6月15日増刊号、『恥ずかしくってキュンなコト』収録）
- 彼と彼女と私の××（『Sho-Comi』2014年9月15日増刊号、『イケメン王宮　Another Side 放課後のシンデレラ』収録）
- わがままはキスのあと。（『Sho-Comi』2014年11月15日増刊号、『けだものざかり、恋ざかり。』収録）
- 花邑くんは、私にだけイジワルです（『Sho-Comi』2015年6号別冊付録、『けだものざかり、恋ざかり。』収録）
- 恥ずかしくってキュンなコト（『Sho-Comi』2015年8月15日増刊号、『恥ずかしくってキュンなコト』収録）
- 結婚式は、制服で（『Sho-Comi』10月15日増刊号、オムニバスコミック『結婚〜愛されすぎな花嫁〜』収録）
- キミの秘密はドレスの中（『Sho-Comi』2015年22号、『恥ずかしくってキュンなコト』収録）
- 王子様を紅く染めたい（『Sho-Comi』2015年12月15日増刊号）
- 小悪魔のキスに堕ちる（『Sho-Comi』2016年2月15日増刊号、『声優さんとドSなP様』収録）
- 幼なじみに甘い毒牙（『Sho-Comi』2016年6号別冊付録、『声優さんとドSなP様』収録）
- 結婚するから…シテもいいよね?（『Sho-Comi』2016年4月15日増刊号）
- 何度でも、君に届くまで。（『Sho-Comi』2016年17号）
- 甘えたがりの王子様（『Sho-Comi』2016年9月15日増刊号）
- 声優さんとドSなP様 番外編（『Sho-Comi』2016年8月15日増刊号)
- 何度でも、君に届くまで（『Sho-Comi』2016年17号）
- 甘えたがりの王子様（『Sho-Comi』2016年10月15日増刊号）
- お手上げです、先輩![30](『Sho-Comi』2017年2月14日増刊号、『Sho-Comiプラチナ』2021年Vol.19)
- 放課後は制服で×××!?（『Sho-Comi』2017年6月15日増刊号)
- きゅっと結んで、スキ　番外編（『Sho-Comi』2017年10月15日増刊号)
- アレもしたい、キミがほしい（『Sho-Comi』2017年12月15日増刊号、『Sho-Comiプラチナ』2021年26号[31]、単行本未収録。）
- これは愛で、恋じゃない スペシャル番外編[32]（『Sho-Comi』2021年10号）

### 書籍
- カノジョはアイツのお墨つき（2012年10月26日発売、ISBN 978-4-09-134716-9）
- おかえり、僕の花嫁（2013年4月26日発売、ISBN 978-4-09-135180-7）
- 初恋わずらい（2013年10月25日発売、ISBN 978-4-09-135623-9）
- 誓いのキスは、16歳（2014年5月26日発売、ISBN 978-4-09-136007-6）
- そんな瞳でみないで（2014年9月26日発売、ISBN 978-4-09-136330-5）
- イケメン王宮　Another Side 放課後のシンデレラ（2015年2月26日発売、ISBN 978-4-09-136656-6）
- けだものざかり、恋ざかり。（2015年9月25日発売、ISBN 978-4-09-137583-4）
- 恥ずかしくってキュンなコト（2016年1月26日発売、ISBN 978-4-09-138245-0）
- 声優さんとドSなP様♥（2016年8月26日発売）
- 結婚シテよ…王子様!?(2017年1月26日発売)
- きゅっと結んで、スキ(全3巻、2017年6月26日発売-2018年2月26日発売)
- 放課後の微熱（全3巻）
- 世界で一番きれいな初恋（全2巻）
- これは愛で、恋じゃない（全8巻）
- 次はいいよね、先輩（既刊12巻）

### オムニバス
- コスプレ男子図鑑
  - 　『絶対執事』描き下ろし
- 初めてのチュウ
  - 『好きすぎちゃってごめんなさい』描き下ろし
- あまい春〜キュンとなる両思い〜
  - 『その声で「スキ」と言って』収録
- ギュウっ!!〜彼のことが好きスギて困っちゃう!〜
  - 『あい♥ぷち』再録
- 大好きなキミとハジメテのキス(2014年4月25日発売)
  - 『2回目のファーストキス』描き下ろし
- 愛、永遠。
  - 『ひとりぼっちのお姫様』収録
- カッコよすぎる彼氏。
  - 『豹変ショコラ』再録
- ぜんぶ、キミとはじめて〜幼なじみアンソロジー〜
  - 『ウブ恋*kiss』収録
- 結婚〜愛されすぎな花嫁〜
  - 『結婚式は、制服で』収録